# Ківшар Григорій Федорович
Григорій Федорович Ківшар (нар. 10 березня 1901, село Плоске Полтавської губернії, тепер Решетилівського району Полтавської області — ?) — український радянський діяч, директор Оржицької машинно-тракторної станції Полтавської області. Депутат Верховної Ради УРСР 3-го скликання.

## Біографія
Народився в родині селянина-бідняка. Трудову діяльність розпочав наймитом у поміщиків Полтавської губернії, потім працював у господарстві батька.
У 1922—1926 роках — у Червоній армії.
З 1926 року працював на радянській та господарській роботі в Решетилівському районі Полтавщини.
Член ВКП(б) з 1931 року.
У 1938 році закінчив Вищу сільськогосподарську школу імені Артема.
У 1938—1939 роках — директор 1-ї Решитилівської машинно-тракторної станції (МТС) Решетилівського району Полтавської області.
У 1939—1940 роках — на політичній роботі в Червоній армії.
З 1941 року — знову на політичній роботі у Червоній армії, учасник німецько-радянської війни. Служив партійним організатором 147-го окремого мостобудівного батальйону 10-ї гвардійської армії Калінінського, Західного, 2-го Прибалтійського фронтів.
У 1946—1958 роках — директор Оржицької машинно-тракторної станції Оржицького району Полтавської області.

## Звання
- капітан

## Нагороди
- орден Червоної Зірки (25.05.1945)
- орден «Знак Пошани» (26.02.1958)
- медаль «За оборону Москви»
- медаль «За бойові заслуги» (23.10.1943)
- медаль «За перемогу над Німеччиною у Великій Вітчизняній війні 1941—1945 рр.»
- медалі